# Parque internacional La Amistad

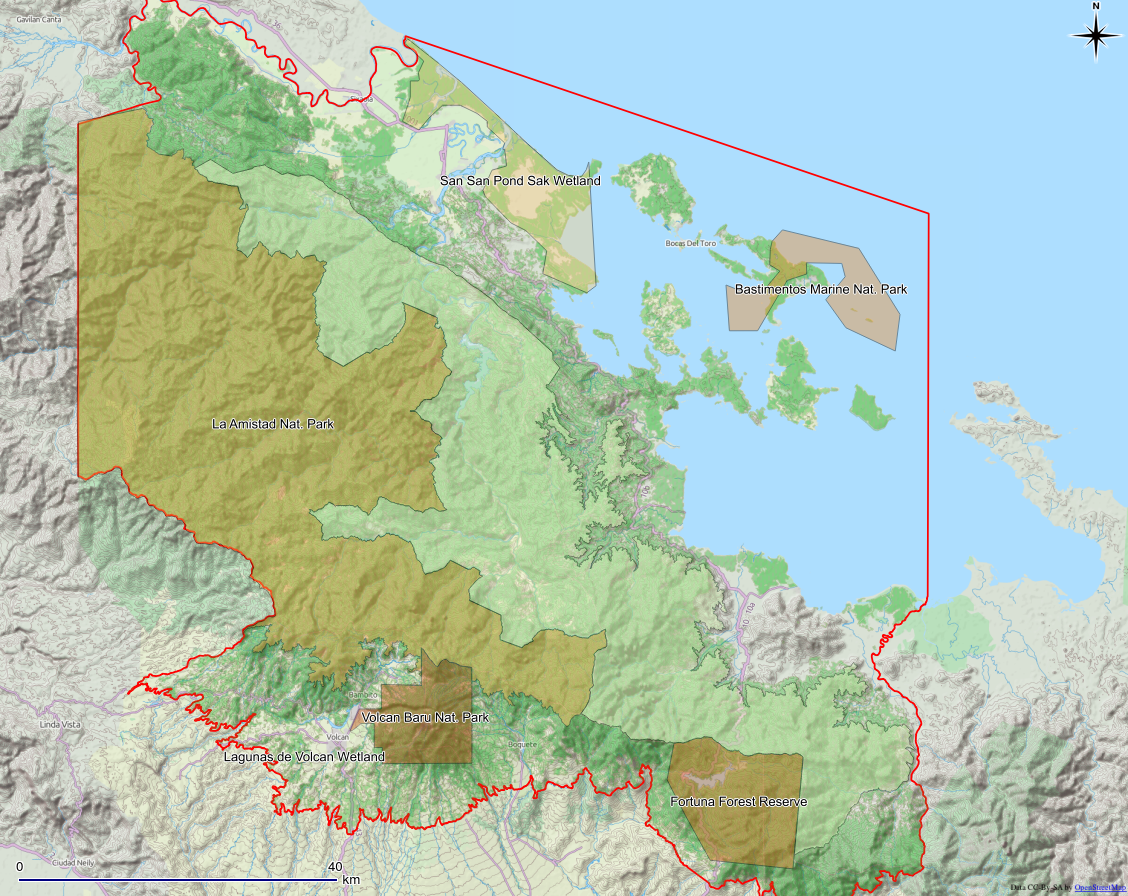
Parque internacional La Amistad y áreas circundantes en la Provincia de Bocas del Toro.

El Parque Internacional La Amistad (también llamado PILA), es un parque transfronterizo, fue creado por los gobiernos de Costa Rica (PILA-Costa Rica) y Panamá (PILA-Panamá) al reunir la Reserva de la Cordillera de Talamanca y el Parque Nacional La Amistad, respectivamente, en una sola entidad donde la dirección es compartida entre las dos naciones. El parque fue declarado Patrimonio de la Humanidad por la UNESCO en el año 1983, y declarado Parque Internacional de la Paz, al seguir la recomendación de la Unesco del año 1988.
Tiene una superficie de 401 000 ha, en Costa Rica existen (193 929 ha), en las provincias de San José, Cartago, Limón y Puntarenas, siendo sumamente inaccesible; la parte de Panamá (207.000 ha) es de difícil acceso, teniendo gran parte del parque aún sin explorar, abarcando las provincias de Bocas del Toro y Chiriquí, así como la comarca Naso Tjër Di.
Está compuesto en su mayor parte de pluvisilva, recoge la zona de la cordillera de Talamanca, donde se encuentran las cimas más altas de los dos países. Se han identificado más de 3.000 especies de plantas en el área del parque. El parque proporciona hábitat para 600 especies de aves, más de 300 especies de anfibios y reptiles y 120 especies de peces. Alberga más de 600 orquídeas diferentes.

## Geografía

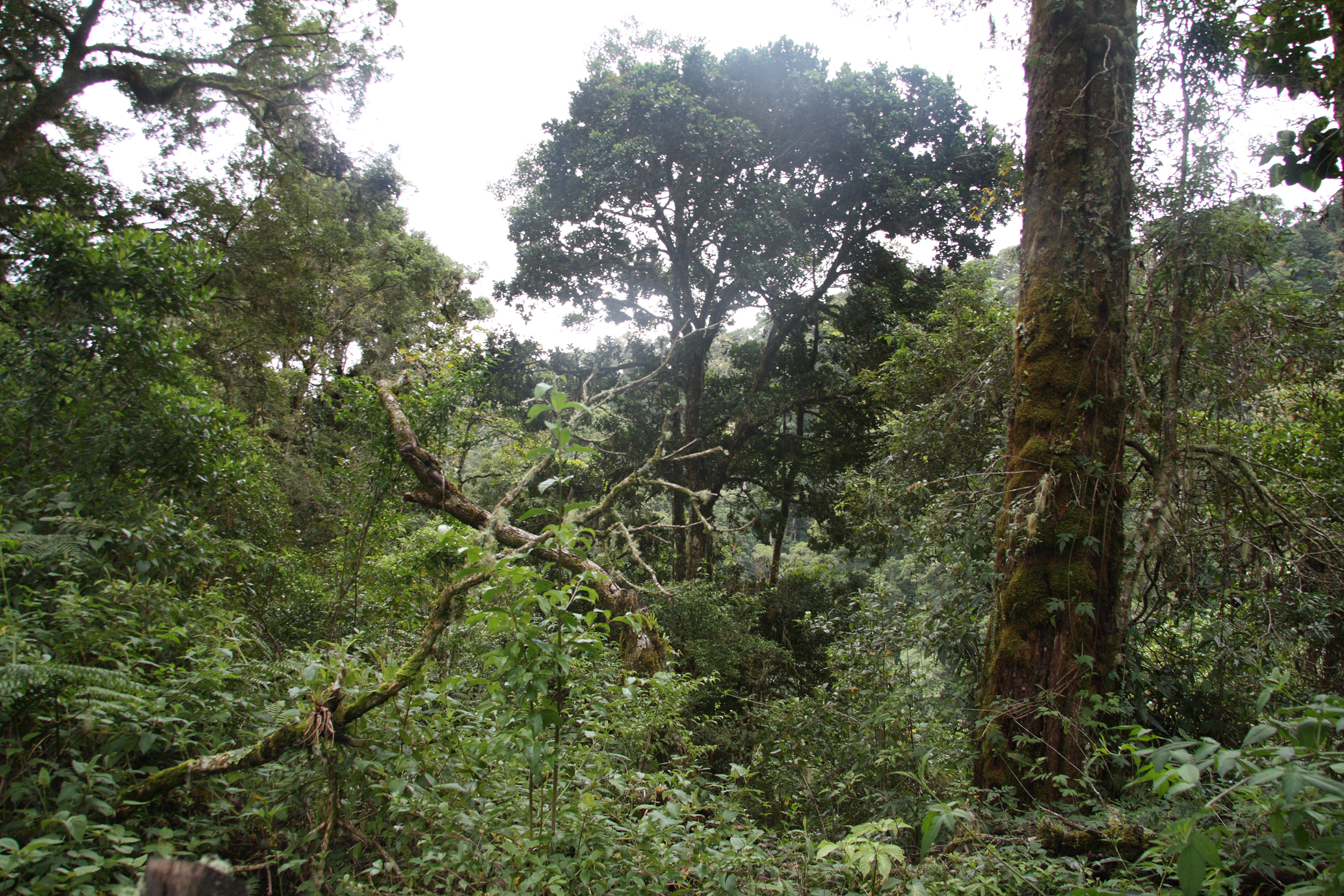
Bosque en el parque.

El Parque Internacional La Amistad está dividido a partes iguales entre Costa Rica y Panamá, como parte de las antiguas Reservas de La Amistad. El parque protege gran parte de la Cordillera de Talamanca, incluido el punto más alto de Costa Rica, el Cerro Chirripó. Abarca 401 000 ha de bosque tropical y es la mayor reserva natural de Centroamérica; junto con una zona de amortiguamiento de 15 km, representa un importante recurso de biodiversidad a escala regional (aproximadamente el 20 % de la diversidad de especies de la región) y mundial. Así lo reconocen su posición estratégica en el Corredor Biológico Mesoamericano y su designación como Patrimonio de la Humanidad por la UNESCO. Su posición transfronteriza le confiere un potencial único para mejorar la planificación biorregional. La zona de amortiguación del parque incluye productores de café y carne de vacuno y agricultores indígenas de subsistencia. Tres tribus indígenas - los naso, bribri y ngäbe-buglé - también viven dentro del parque. Estos grupos indígenas viven en pequeñas aldeas tradicionales.

## Geología
La geología del Parque Internacional La Amistad se caracteriza por una variedad de formaciones geológicas que han sido moldeadas por la actividad tectónica, procesos volcánicos y la erosión a lo largo de millones de años.
La Amistad está situada en la convergencia de varias placas tectónicas, incluidas las placas del Caribe y Cocos. Esta actividad tectónica ha dado lugar a características geológicas significativas, como cordilleras, valles y fallas. La región es parte del arco volcánico centroamericano, que ha influido tanto en la topografía como en la geología del área.
El parque incluye partes de la cordillera de Talamanca, que es la cadena montañosa más alta de Costa Rica. Las montañas están compuestas principalmente de rocas metamórficas e ígneas, incluidas esquistos, gneises y granitos. Los cambios de elevación dentro del parque crean hábitats y microclimas diversos, contribuyendo a la riqueza ecológica general.
Aunque La Amistad no alberga volcanes activos, la influencia de la actividad volcánica cercana es evidente en el paisaje. Los depósitos de ceniza volcánica de erupciones pasadas han contribuido a la fertilidad de los suelos en la región, apoyando la vegetación exuberante que se encuentra en el parque.
En las áreas más bajas del parque, se pueden encontrar rocas sedimentarias, incluidas calizas y areniscas. Estos depósitos se formaron en antiguos entornos marinos y proporcionan pistas importantes sobre la historia geológica de la región. Con el tiempo, la erosión ha moldeado estas formaciones, dando lugar a características geológicas únicas como acantilados y valles.
La hidrología del parque está fuertemente influenciada por su composición geológica. Ríos y arroyos que se originan en las montañas desgastan el paisaje, creando valles y contribuyendo a la erosión del suelo. La interacción entre el agua y la roca ha llevado a la formación de diversas formas de relieve, incluidas cascadas y gargantas.
La diversidad geológica del Parque Internacional La Amistad también desempeña un papel fundamental en su extraordinaria biodiversidad. Los distintos tipos de suelo y las variaciones en la altitud originan una amplia gama de microhábitats, cada uno con comunidades de flora y fauna particulares.
Por ejemplo, las diferencias en la composición del suelo influyen en los tipos de vegetación que pueden desarrollarse, desde las selvas tropicales de tierras bajas hasta los bosques nubosos de gran altitud, pasando por ecosistemas subalpinos y alpinos.

## Flora
El Parque Internacional La Amistad, es una reserva de biosfera extraordinaria que cuenta con una asombrosa diversidad de flora. Con más de 400 000 acres, este sitio de Patrimonio Mundial de la UNESCO se caracteriza por sus ecosistemas únicos, que varían desde selvas tropicales hasta bosques nubosos, y sirve como un hábitat crucial para innumerables especies de plantas. Los diversos gradientes altitudinales y microclimas del parque contribuyen a su rica biodiversidad, convirtiéndolo en una de las áreas ecológicas más importantes de Centroamérica.

### Ecosistemas y clima
La Amistad alberga múltiples ecosistemas, principalmente selvas tropicales y bosques nubosos. La selva tropical, que se encuentra en las zonas bajas, presenta un clima cálido y húmedo con precipitaciones significativas durante todo el año. Este ambiente nutre una vasta gama de vida vegetal, incluyendo altos árboles emergentes, densa vegetación del sotobosque y una rica diversidad de epífitas como orquídeas y bromelias. En contraste, los bosques nubosos, ubicados a mayores altitudes, experimentan temperaturas más frescas y niveles de humedad más altos, resultando en un ecosistema único caracterizado por árboles cubiertos de musgo y una serie distinta de especies de plantas adaptadas a estas condiciones.

### Árboles

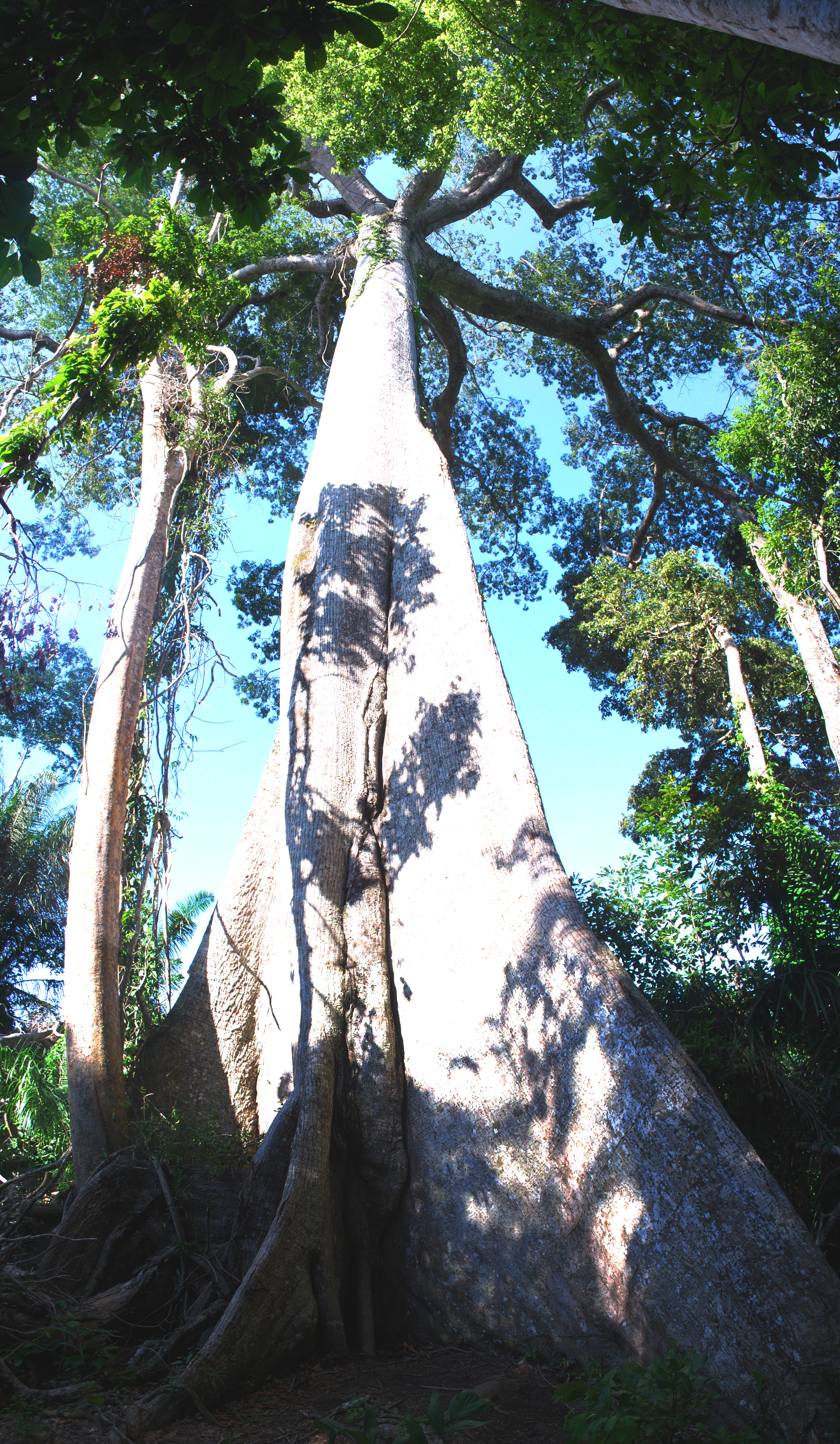
Ejemplar de Ceiba pentandra, típico de los bosques del Parque internacional La Amistad.

El parque está dominado por una variedad de especies de árboles, muchas de las cuales son endémicas de la región. Entre las más destacadas se encuentra el Ceiba pentandra, o árbol de kapok, que puede alcanzar hasta 60 metros de altura y juega un papel vital en la estructura del bosque. Las grandes raíces en contrafuerte de este árbol ayudan a estabilizar el suelo, mientras que su amplia copa proporciona un hábitat para numerosas especies de aves y mamíferos. Otro árbol significativo es el Quercus costaricensis, un tipo de roble que prospera en los frescos bosques nubosos, ofreciendo un hábitat contrastante a las especies tropicales que se encuentran a altitudes más bajas.

### Vegetación del sotobosque y cobertura del suelo
Bajo la copa, el sotobosque es rico en una variedad diversa de arbustos, helechos y pequeños árboles. Especies como las de la familia Acanthaceae proporcionan un refugio vital y hábitat para insectos y pequeños animales. Además, el suelo del bosque está cubierto con una variedad de plantas de cobertura, incluyendo helechos como las especies de Blechnum, que prosperan en las condiciones húmedas. Estas plantas desempeñan un papel crucial en la prevención de la erosión del suelo y en el mantenimiento de la salud del ecosistema al contribuir al ciclo de nutrientes.

### Epífitas y lianas
Uno de los aspectos más fascinantes de la flora de La Amistad es la abundancia de epífitas, que crecen en otras plantas sin extraer nutrientes de ellas. Las orquídeas, los helechos y las bromelias son particularmente prevalentes y añaden esplendor visual al parque. Orquídeas como Masdevallia y Dendrobium prosperan en los ambientes húmedos y sombreados de los bosques nubosos, mientras que bromelias como Guzmania y Tillandsia pueden verse aferrándose a los troncos de los árboles, creando mini ecosistemas que proporcionan hogares para varios insectos y pequeños animales.
Las lianas, o vides lechosas, también desempeñan un papel esencial en la estructura del bosque. Especies como la famosa palma de ratán, Eremospatha macrocarpa, utilizan árboles cercanos como soporte para escalar hacia la luz, contribuyendo a la complejidad de las capas del bosque. Estas vides pueden servir como fuentes de alimento para varios animales y ayudar a facilitar el movimiento de especies a través del bosque.

### Plantas medicinales y culturales
La flora de La Amistad no solo es ecológicamente significativa, sino también culturalmente importante. Muchas comunidades indígenas en la región han dependido históricamente de las especies vegetales del parque para fines medicinales. Plantas como el guanacaste (Enterolobium cyclocarpum) son valoradas no solo por su madera, sino también por sus usos tradicionales en la medicina y las artesanías locales. Además, varias hierbas y arbustos se utilizan en prácticas curativas tradicionales, mostrando la interconexión entre el ecosistema y las culturas locales.

### Esfuerzos de conservación
Los esfuerzos para conservar la flora única del Parque Internacional La Amistad son cruciales para mantener su biodiversidad. Organizaciones y gobiernos de Costa Rica y Panamá trabajan en colaboración para proteger esta área vital. Las estrategias incluyen proyectos de reforestación, programas de educación para las comunidades locales y el establecimiento de áreas protegidas que restringen la tala y la expansión agrícola. Estas iniciativas buscan preservar el delicado equilibrio de los ecosistemas del parque mientras promueven prácticas sostenibles que benefician tanto a la naturaleza como a las comunidades que dependen de ella.

## Fauna
El parque se encuentra en una zona de selva tropical. El PILA es un parque con una alta biodiversidad tanto para el lado panameño como el costarricense
- Mamíferos: En el PILA se han encontrado algunas especies de mamíferos como: jaguar, el puma, el ocelote, el pizote, el saíno, el tapir, el perezoso de tres dedos, monos ardilla, los monos aulladores, capuchinos, arañas y aotus, este último ha sido visto en el lado panameño del parque, pero dado que los animales no reconocen fronteras políticas se cree que también se le encuentre en el lado costarricense del parque; de hecho se ha mencionado que esta especie podría habitar mucho más al norte, hasta Nicaragua. El lado panameño del PILA no ha sido totalmente estudiado y comprende muchas zonas donde biólogos y la ciencia no han llegado nunca, ya que son muy inaccesibles

- Aves: Para el PILA-Panamá se han identificado 550 especies, que representan el casi el 50% de las 986 especies de aves registradas para el país. Por su parte en el PILA-Costa Rica se han reportado unas 450 especies lo que representa el 51% de las 845 especies de Costa Rica. Destacan el trepatroncos alicastaño, el colibrí gorgiblanco, el quetzal, la pava negra, el pavón, el águila harpía, las guacamayas y otras especies.
- Reptiles: En 2004 un trabajo de ANAM registró 25 especies de reptiles para el PILA-Panamá. En 2005 INBio registró 29 especies para el PILA-Costa Rica.
- Anfibios: De nuevo ANAM registró en 2004 32 especies para el PILA-Panamá. INBio reportó 44 especies para el PILA-Costa Rica.

## Exploración científica y descubrimientos
El estudio de la fauna, flora, hongos y ecosistema del parque apenas ha comenzado. Se dificulta por las condiciones ambientales. Lo llevan a cabo científicos de todo el mundo, y de forma más organizada desde 2003.
En 2006, la Reino UnidoIniciativa Darwin financió un proyecto colaborativo de exploración refinada de tres años coordinado por el Museo de Historia Natural de Londres, el INBio (Instituto Nacional de Biodiversidad (de Costa Rica), la ANAM y la Universidad de Panamá. El principal objetivo de esta iniciativa es dotar al parque de información básica sobre la ecología del parque y un inicio de cartografía de la biodiversidad.
Este trabajo se basó en datos y muestras recolectadas por siete expediciones multidisciplinarias e internacionales en las zonas más remotas de La Amistad; Así, los científicos han recolectado, determinado o depositado en las colecciones nacionales de Costa Rica y Panamá:
- 7500 especies de plantas;
- 17 000 escarabajos;
- 380 reptiles y anfibios.

Nuevas especies para la ciencia:

En 3 años (7 expediciones), se han descubierto;
- 12 especies de plantas;
- una especie de escarabajo pelotero;
- quince anfibios;
- tres especies de reptiles.